# David Graaff

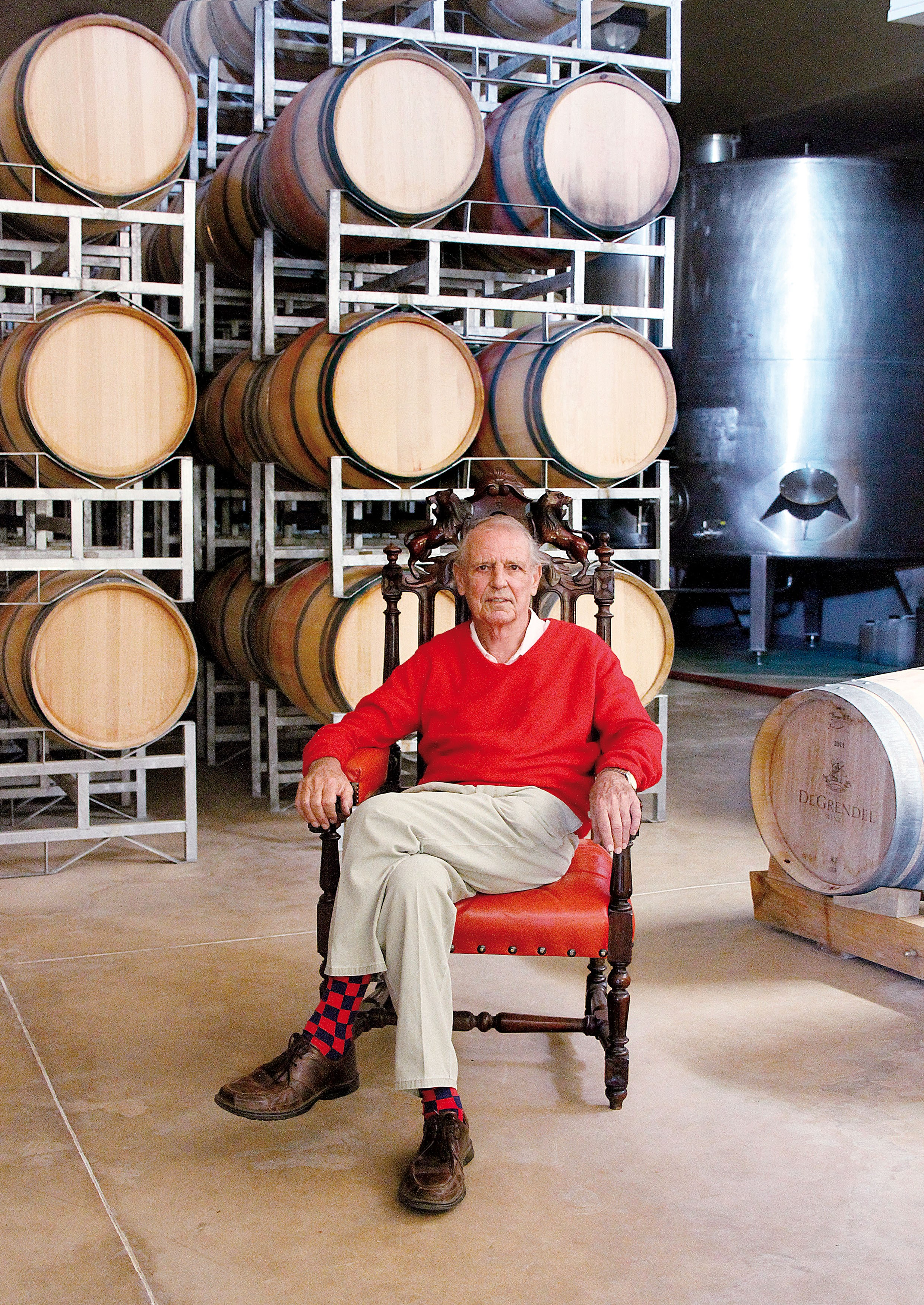
David Graaff

David de Villiers Graaff, 3de baronet (*1940-2015) was een Zuid-Afrikaans zakenman en eigenaar van De Grendel Wine Estate. 
Sir David de Villiers Graaff was de zoon van wijlen Sir De Villiers Graaff (1913-1999), tijdens een groot deel van de apartheidsperiode fractievoorzitter van de oppositiepartij Verenigde Party. Omdat De Villiers Graaff tijdens de Tweede Wereldoorlog deelnam aan verscheidene campagnes van het Zuid-Afrikaanse leger en van 1942 tot 1945 Italiaans en Duits krijgsgevangene was, zag hij zijn zoon pas in 1945 voor het eerst.
Sir David studeerde aan de Universiteit van Stellenbosch en nadien aan de universiteiten van Oxford en Grenoble. Net als zijn vader was Sir David politiek actief. Van 1991 tot 1994 was hij minister van Toerisme in het kabinet-De Klerk. Na zijn politieke carrière legde hij zich volledig toe op de wijnbouw.